# Miscellanites
Miscellanites es un género de foraminífero bentónico de la familia Pellatispiridae, de la superfamilia Nummulitoidea, del suborden Rotaliina y del orden Rotaliida. Su especie tipo es Miscellanea iranica. Su rango cronoestratigráfico abarcaba desde el Selandiense (Paleoceno medio) hasta el Ypresiense inferior (Eoceno inferior).

## Discusión
Algunas clasificaciones incluyen Miscellanites en la familia Miscellaneidae.

## Clasificación
Miscellanites incluye a la siguiente especie:
- Miscellanites iranica †